# Ernst Röthig
Ernst Paul Hermann Röthig (* 15. März 1906 in Hamburg; † 31. Mai 1969 ebenda) war ein deutscher Fechter, deutscher Mannschaftsmeister und Olympiateilnehmer. Er focht für den Hamburger Fecht-Club.

## Erfolge

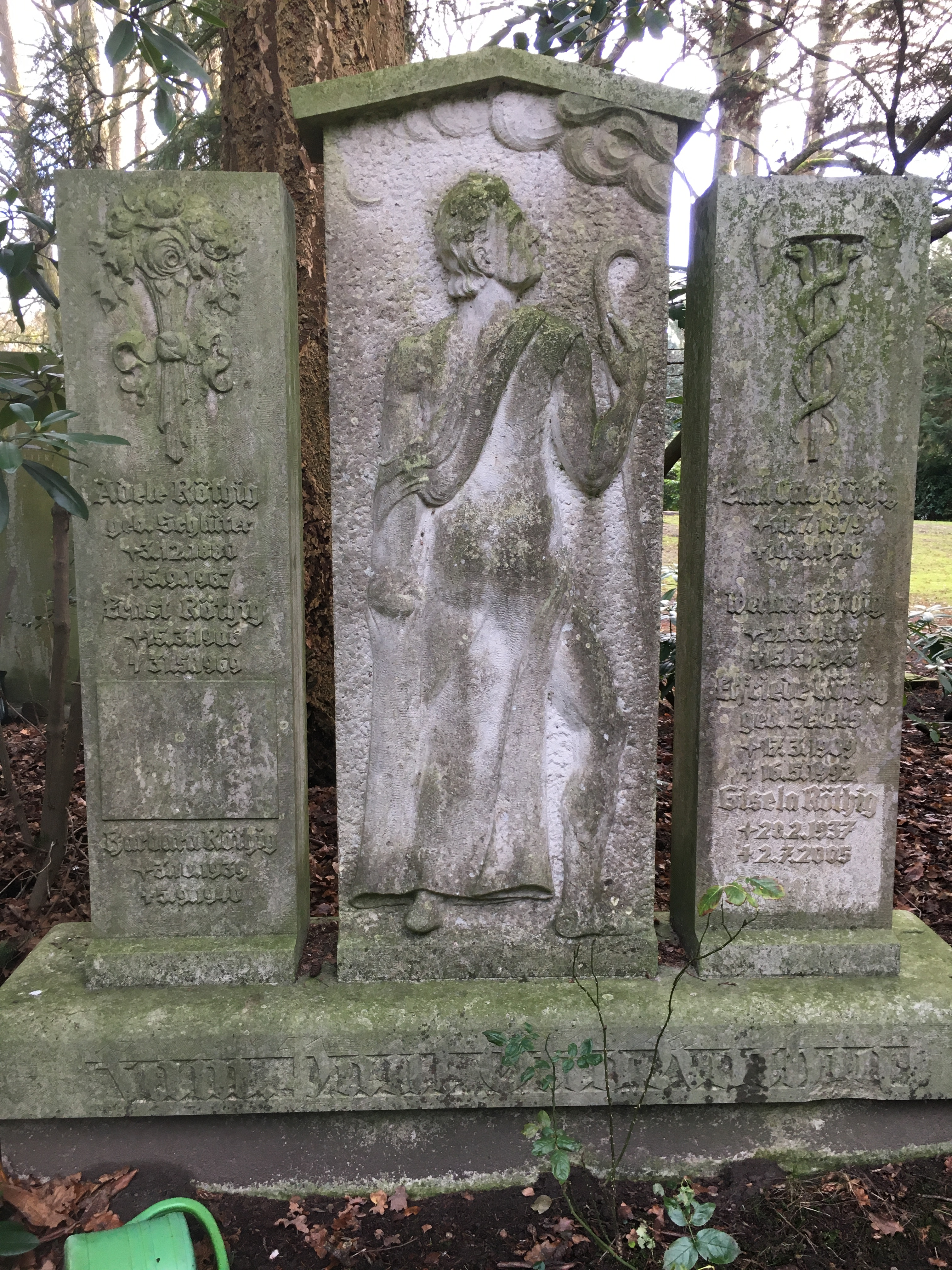
Grabstätte auf dem Friedhof Ohlsdorf im Planquadrat R 7

1934 belegte Röthig den vierten Platz bei den deutschen Meisterschaften im Herrendegen. 1935 beteiligte er sich als Mitglied der deutschen Mannschaft an zwei Länderkämpfen in Warschau gegen Polen (Endstand 8:8 Punkte) sowie gegen Frankreich in Frankfurt (Endstand 18.5:6.5 Punkte für Frankreich).
Röthig nahm an den Olympischen Spielen 1936 in Berlin im Degeneinzel und mit der Degenmannschaft teil. Im Einzel schied er bereits in der ersten Runde als sechster seiner Runde aus. Mit der Degenmannschaft (zusammen mit Josef Uhlmann, Siegfried Lerdon, Hans Esser, Eugen Geiwitz und Otto Schröder) drang er bis in die Finalrunde vor. Die Mannschaft musste sich dort aber den Mannschaften Italiens, Schwedens und Frankreichs geschlagen geben und belegte den vierten Platz. Bei den Deutschen Meisterschaften 1953 wurde er mit dem Hamburger Fechtklub deutscher Mannschaftsmeister im Herrendegen. Ab 1960 war er auch Vereinsvorsitzender.
Seine Grabstätte befindet sich auf dem Friedhof Ohlsdorf oberhalb des Hamburgischen Gedächtsnisfriedhofs.